# Fernando Pereira (Offizier)
Fernando „Cobo“ Pereira (* 1954 oder 1955) ist ein são-toméischer Offizier und Putschist. Er wurde in Angola, Kuba, der ehemaligen Sowjetunion und Portugal ausgebildet. 1994 war er Leiter des Militärausbildungszentrums.

## Putsch von 2003
Pereira war 2003 im Alter von 48 Jahren und im Rang eines Majors Leiter des Büros des Generalstabschefs der são-toméische Streitkräfte. Er führte am 16. Juli 2003 einen Putsch gegen die gewählte Regierung von Fradique de Menezes an, während diese außer Landes war. Eine Woche später, am 23. Juli 2003, gab er im Rahmen einer Vereinbarung die Macht ab.

## Familie
Er ist gemischter kapverdischer und angolanischer Abstammung. Er ist Vater von zehn Kindern.